# Droga wojewódzka nr 757
Droga wojewódzka nr 757 – droga wojewódzka w woj. świętokrzyskim o długości 58 km z Opatowa do Stopnicy.
Droga przebiega przez 3 powiaty: opatowski (gminy: Opatów i Iwaniska), staszowski (gminy: Bogoria, Staszów, Oleśnica) oraz buski (gminy: Tuczępy i Stopnica).
Odcinek drogi pomiędzy Staszowem a Opatowem został wykonany w 1843 dzięki staraniom ówczesnego właściciela Staszowa – hr. Adama Potockiego.

## Miejscowości leżące przy trasie DW757
- Opatów
- Marcinkowice
- Kobylanki
- Kobylany
- Sobiekurów
- Iwaniska
- Kamienna Góra
- Gryzikamień
- Wygiełzów
- Gorzków
- Przyborowice
- Kiełczyna
- Bogoria – obwodnica w budowie
- Staszów – obwodnica
- Sielec
- Grzybów
- Niziny
- Strzelce
- Pieczonogi
- Białoborze
- Stopnica